# Philip Bradbourn

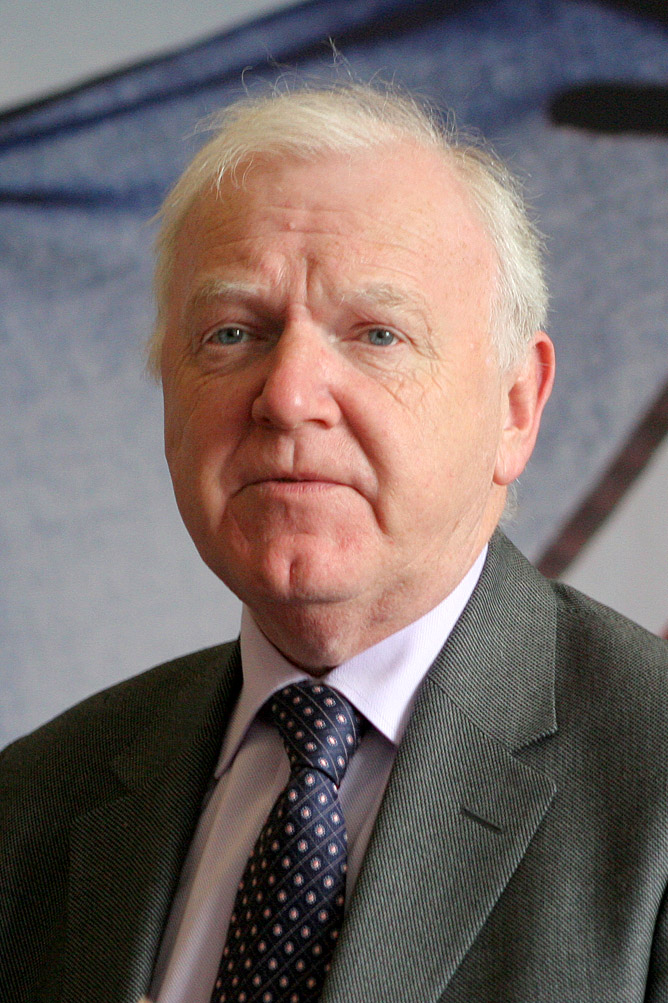
Philip Bradbourn

Philip Bradbourn OBE (Tipton, 9 augustus 1951 – 19 december 2014) was een Brits politicus en lid van het Europees Parlement voor de Conservatieve Partij.

## Levensloop
Bradbourn heeft na Tipton Grammar School, achtereenvolgens op Wulfrun College en Worcester College gezeten. Bij deze laatste heeft hij in 1972 een postdoctoraal diploma gehaald in gemeentelijk bestuur. Hierna heeft hij verschillende functies als ambtenaar bekleed en was hij actief in de Conservatieve Partij. In 1992 deed Bradbourn mee aan de Britse Lagerhuisverkiezingen in het kiesdistrict: Wolverhampton South East, hij ontving 31,7% van de stemmen, dit was echter niet genoeg om een zetel te bemachtigen. In 1994 deed hij mee aan de Europese Parlementsverkiezingen voor het Europees kiesdistrict Durham maar ook hier greep hij naast een zetel. In 1999 deed hij echter weer mee aan de Europese Parlementsverkiezingen en deze keer wist hij wel een zetel bemachtigen. Bij de verkiezingen van 2004 en 2009 wist hij zijn zetel te behouden. Tot 2009 was Bradbourn met de Conservatieve Partij lid van de Europese Volkspartij en Europese Democraten, maar na het uiteenvallen van de fractie werd dat de Europese Conservatieven en Hervormers.
In 2014 werd hij voor de Europese parlementsverkiezingen aangeduid als lijsttrekker voor de kiesomschrijving West Midlands. 
In juni van dat jaar werd darmkanker bij hem geconstateerd, waaraan hij eind 2014 overleed op 63-jarige leeftijd.

## Europees Parlement
- Voorzitter van de delegatie voor de betrekkingen met Canada
- Lid van de conferentie voor delegatievoorzitters
- Lid van de commissie vervoer en toerisme
- Plaatsvervanger in de commissie begrotingscontrole
- Plaatsvervanger in de delegatie voor betrekkingen met Afghanistan